# Stanisław Gross
Stanisław Gross (ur. 25 kwietnia 1903 w Warszawie, zm. 29 października 1976 tamże) – polski adwokat i działacz socjalistyczny, poseł do Krajowej Rady Narodowej (1945–1947) i Sejmu Ustawodawczego (1947–1952). 

## Życiorys

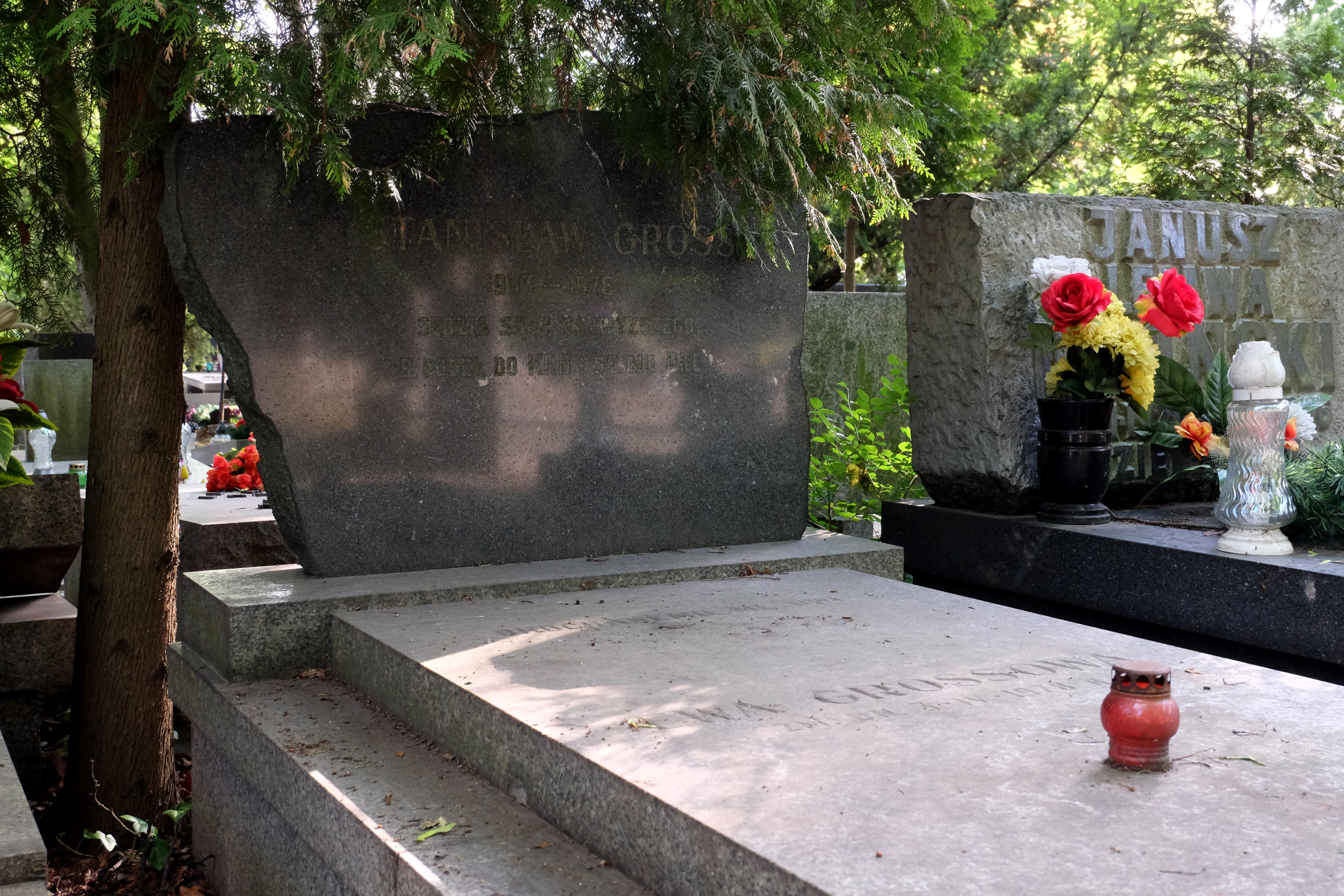
Grób Stanisława Grossa na Cmentarzu Wojskowym na Powązkach w Warszawie

Uczył się w gimnazjach R. Kowalskiego i M. Kreczmara w Warszawie, gdzie w 1921 zdał maturę. Walczył jako ochotnik w wojnie polsko-bolszewickiej w 1920. W latach 1921–1928 pracował w Banku Zachodnim w Warszawie w charakterze korespondenta. Od 1925 do 1931 odbył aplikacje: sędziowską i adwokacką. W latach 30. prowadził własną kancelarię przy ul. Chmielnej. 
W grudniu 1939 opuścił Warszawę i udał się najpierw do Białegostoku, a później do Dagestanu, gdzie pracował jako drwal i buchalter. Od marca 1942 był mężem zaufania w placówce opieki społecznej ambasady RP. Od 1943 do 1944 ponownie zatrudniony jako buchalter (w Samarkandzie), zgłosił się do Ludowego Wojska Polskiego. W 1951 uzyskał nominację na sędziego Sądu Najwyższego (do 1972). Od 1962 do 1968 przewodniczył Wydziałowi Izby Cywilnej Sądu Najwyższego. 
W 1945 współzakładał Tymczasową Radę Adwokacką, a od 1946 do 1951 był członkiem Wydziału Wykonawczego Naczelnej Rady Adwokackiej. Organizował Zrzeszenie Prawników Demokratycznych (od 1950: Zrzeszenie Prawników Polskich). Był współautorem komentarzy do Kodeksu Rodzinnego z 1950 i Kodeksu Rodzinnego i Opieki Społecznej z 1964.
W grudniu 1944 przystąpił do PPS, a maju następnego roku znalazł się w jej Radzie Naczelnej. Po raz kolejny wybierany w skład tego gremium w latach 1945 i 1947 na XXVI i XXVII Kongresie. Od 1948 aktywista PZPR. W latach 1945–1947 pełnił obowiązki posła do Krajowej Rady Narodowej z ramienia PPS. W 1947 uzyskał mandat posła na Sejm Ustawodawczy z okręgu Pruszków. Należał do Komisji Prawniczej i Regulaminowej oraz Specjalnej do opracowania Regulaminu obrad Sejmu. Został pochowany na Cmentarzu Komunalnym na Powązkach (kwatera B35-1-16).

## Odznaczenia
- Krzyż Kawalerski Orderu Odrodzenia Polski – w 10 rocznicę Polski Ludowej za zasługi w pracy zawodowej jako sędzia Sądu Najwyższego[2] (1954)